# Alàudids

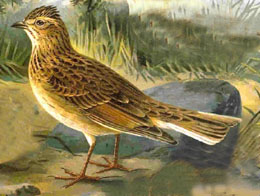
Alosa comuna

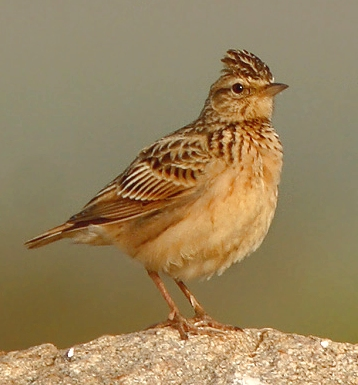
Galerida deva fotografiada a Bangalore (Índia)

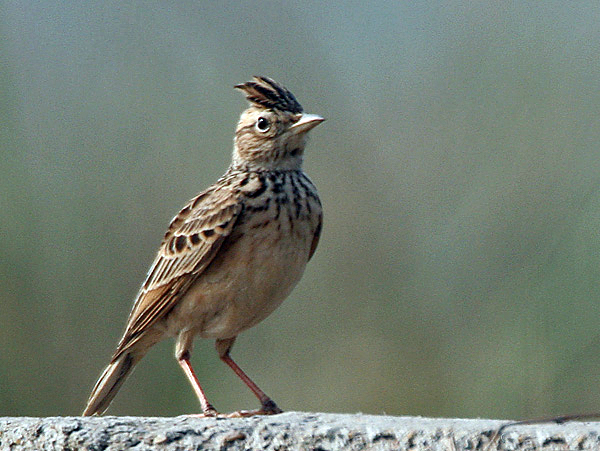
Alosa oriental fotografiada a Calcuta (Bengala Occidental, Índia)

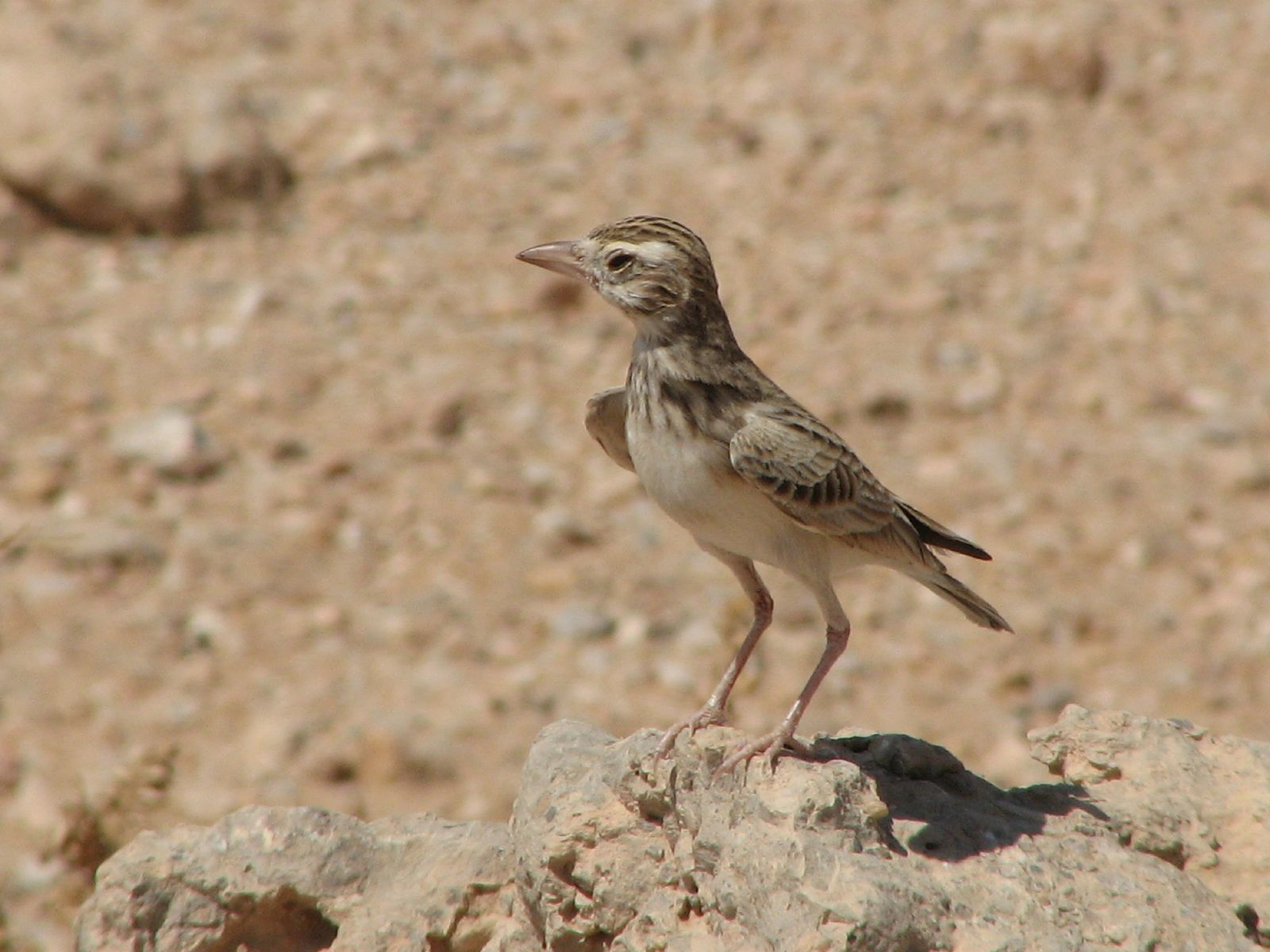
Alosa de Stark

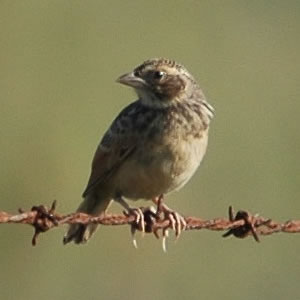
Mirafra javanica

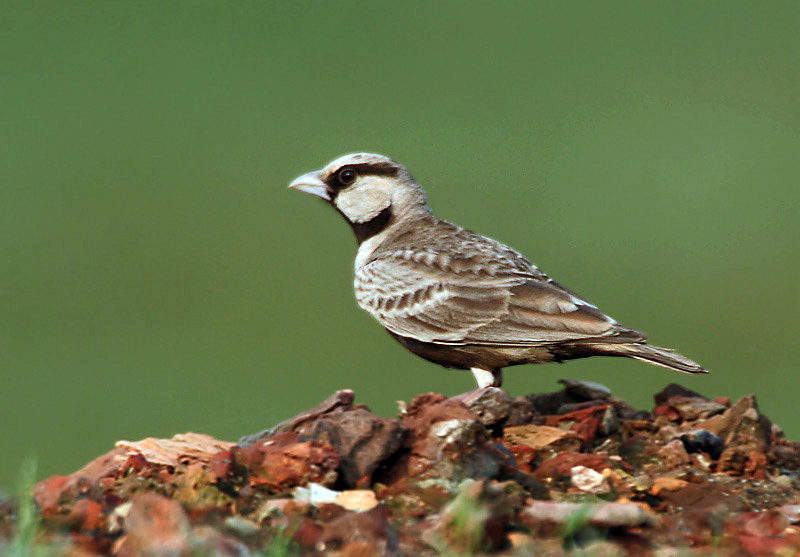
Mascle dEremopterix grisea fotografiat a Calcuta

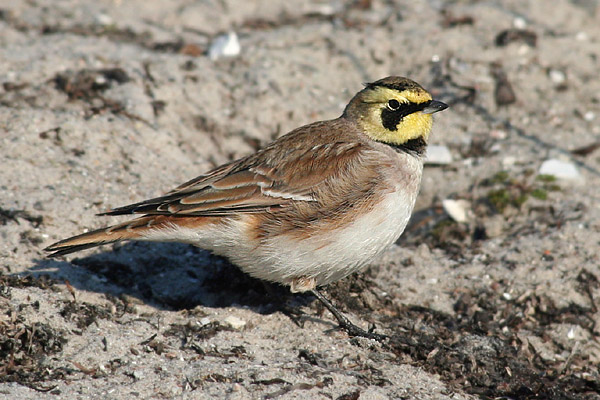
Alosa banyuda fotografiada a Suècia

Els alàudids (Alaudidae) són una família d'ocells que pertany a l'ordre dels passeriformes. Tenen generalment el plomatge de tons terrosos i ocres, mercès al qual passen prou desapercebuts, sense dimorfisme sexual acusat. Presenten l'ungla del dit posterior extremament llarga.

## Ecologia
Aquests ocells viuen a les regions temperades de l'hemisferi nord. L'espècie més coneguda és l'alosa vulgar, famosa a causa del seu cant, esmentat a la poesia i cançons populars de moltes cultures. Són ocells que cerquen l'aliment a terra i que rarament s'aturen als arbres.
Els agraden les zones obertes i romanen posats a terra, amb el qual es confonen a causa dels colors de llur plomatge. El cant, exercit en vol, sol ésser harmoniós. Són de marxa ràpida però poden també volar molt alt.
Mengen sobretot llavors i insectes. A l'època de la reproducció nien a terra.

## Gèneres i espècies
S'han descrit 21 gèneres amb 99 espècies:
- Gènere Alaemon amb dues espècies.
- Gènere Chersomanes amb dues espècies.
- Gènere Ammomanopsis amb una espècie: alosa de Gray (Ammomanopsis grayi).
- Gènere Certhilauda amb 6 espècies.
- Gènere Pinarocorys amb dues espècies.
- Gènere Ramphocoris amb una espècie: calàndria becgrossa (Ramphocoris clotbey).
- Gènere Ammomanes amb tres espècies.
- Gènere Eremopterix amb 8 espècies.
- Gènere Calendulauda amb 8 espècies.
- Gènere Heteromirafra amb dues espècies.
- Gènere Mirafra amb 24 espècies.
- Gènere Lullula amb una espècie: cotoliu (Lullula arborea).
- Gènere Spizocorys amb 7 espècies.
- Gènere Alauda amb 4 espècies.
- Gènere Galerida amb 7 espècies.
- Gènere Eremophila amb dues espècies.
- Gènere Calandrella amb 6 espècies.
- Gènere Melanocorypha amb 5 espècies.
- Gènere Chersophilus amb una espècie: alosa becuda (Chersophilus duponti).
- Gènere Eremalauda amb dues espècies.
- Gènere Alaudala amb 6 espècies.